# سالومون نظر
سالومون نظر (7 سبتمبر 1953 بهندوراس - ) (بالإسبانية: José Salomón Nazar Ordóñez)‏ هو مدرب كرة قدم ولاعب كرة قدم هندوراسي في مركز حراسة المرمى، شارك في كأس العالم 1982. وشارك مع منتخب هندوراس لكرة القدم. أما مع النوادي، فقد لعب مع نادي موتاجوا ‏ ونادي ديبورتيفو أوليمبيا وPumas UNAH ‏.

## وصلات خارجية
- سالومون نظر على موقع الاتحاد الدولي (مؤرشف)  (الإنجليزية)
- سالومون نظر على موقع قاعدة بيانات كرة القدم.إي يو (الإنجليزية)
- سالومون نظر على موقع Soccerway.com (الإنجليزية)
- سالومون نظر على موقع عالم كرة القدم.نت (الإنجليزية)